# Blekingeflyg
Blekingeflyg bildades 2006 av Sverigeflyg Holding och lokala entreprenörer. Företaget var en svensk flygresearrangör som trafikerade linjen Ronneby-Stockholm/Bromma.  Bolaget var en del av Sverigeflyg och är sedan 2016 en del av flygbolaget BRA (Braathens Regional Airlines). 
Under augusti/september 2007 blev en linje till Gdansk etablerad. Denna förbindelse med Polen upphörde under år 2008. Från oktober 2008 har Blekingeflyg använt sig av en SAAB 2000 (Golden Air) på linjen Ronneby-Stockholm/Bromma. Fram till dess att bytet av flygplanplantyp skedde, användes en SAAB 340 på linjen tillhörandes Avitrans. Från och med den 28 augusti 2010 trafikerar Blekingeflyg linjen Ronneby-Stockholm/Bromma även med ATR 72.

## Källhänvisningar
1. ↑  ”Blekingeflyg AB”. 121.nu ESEA Invest AB. Arkiverad från originalet den 2 maj 2013. https://archive.is/20130502182340/http://www.121.nu/onetoone/foretag/blekingeflyg-ab/grunddata. Läst 3 april 2013.